# Fandango (pel·lícula)
Fandango és una pel·lícula estatunidenca dirigida per Kevin Reynolds, estrenada el 1985. Ha estat doblada al català.

## Argument
El 1971, a Texas, cinc estudiants van a celebrar el seu diploma de final de curs, fent una volta per trobar un vell secret enterrat en el desert. El futur és incert i així aprofiten una última vegada els "privilegis de la joventut".

## Repartiment
- Kevin Costner: Gardner Barnes
- Judd Nelson: Phil Hicks
- Sam Robards: Kenneth Waggener
- Chuck Bush: Dorman
- Brian Cesak: Lester Griffin
- Marvin J. McIntyre: Truman Sparks
- Glenne Headly: Trelis
- Elizabeth Daily: Judy
- Robyn Rosa: Rosa
- Pepe Serna: El mecànic de l'estació de servei
- Suzy Amics: Debbie

## Al voltant de la pel·lícula
Aquesta pel·lícula és l'adaptació en llargmetratge de Proof, un curt que Kevin Reynolds havia dirigit ell mateix l'any 1980, i que només era llavors el que representa aquí la llarga seqüència de salt en paracaigudes. Steven Spielberg va veure aquest curt i va proposat a Reynolds finançar Fandango amb la seva societat Amblin Entertainment. No obstant això, el famós productor-director farà retirar el seu nom dels crèdits. Malgrat una carrera en sales quasi inexistent, la pel·lícula ha adquirit als Estats Units un cert estatus de culte. És la primera col·laboració entre Kevin Reynolds i Kevin Costner.

## Banda original
La banda original està signada per Alan Silvestri, conegut sobretot per haver compost les bandes originals de Retorn cap al futur i de Forrest Gump. La banda original de Fandango és la seva partitura preferida.
La pel·lícula va tenir molt poc d'èxit al cinema, la música de la pel·lícula no es va vendre en disc o CD però, el 2013, la pel·lícula va agafar (als Estats Units) un cert estatus de culte, sota l'etiqueta Intrada Records (especialitzada en les publicacions de bandes originals completes) apareix una compilació de les músiques compostes per Silvestri per la pel·lícula, sense les cançons d'altres artistes.

### Llista dels títols
1. Road Trip (1:41)
2. Desert Trek (1:01)
3. The Train (2:52)
4. Grave Stone (1:31)
5. Desert Dream (1:51)
6. Fatal Fall (0:27)
7. Plane Take-Off (6:12)
8. Plane Ride (2:23)
9. Desert Walk (5:00)
10. Fandango (Piano Solo) (1:56)
11. Wedding (3:51)
12. Dance (2:22)
13. Goodbye Friend (2:17)